# Erwin Steffen
Erwin Steffen (* 1900; † nach 1954) war ein deutscher Politiker der DDR-Blockpartei LDPD. Er war Vorsitzender des LDP-Landesvorstandes Brandenburg und Abgeordneter der Volkskammer.

## Leben
Steffen schloss sich 1945 der LDP an. 1947/1948 er war Referent für Preisbildung im Ministerium für Wirtschaftsplanung Brandenburg. Er wirkte von 1949 bis 1951 als Generalsekretär des LDP-Landesverbandes Brandenburg. 1950 war er auch Mitglied des Landesausschusses der Nationalen Front in Brandenburg. Von 1950 bis 1952 war er Abgeordneter des Brandenburger Landtags und dessen Vizepräsident. Von 1949 bis 1954 war er zudem Mitglied der Provisorischen Volkskammer bzw. der Volkskammer der DDR. 
Von März 1951 bis 1952 fungierte er als Vorsitzender des LDPD-Landesvorstandes Brandenburg und von 1952 bis 1954 als Vorsitzender des LDPD-Bezirksvorstandes Potsdam. Nach der Verwaltungsreform im Sommer 1952 bekleidete er die Funktion eines  Abteilungsleiters beim Rat des Bezirkes Potsdam.